# Guy Bertrand (chimiste)
Pour les articles homonymes, voir Guy Bertrand et Bertrand.
Guy Bertrand, né le 17 juillet 1952 à Limoges, est un chimiste français. Il est professeur de chimie à l'Université de Californie à San Diego. Il est membre de l'Académie des sciences.
Guy Bertrand est directeur du USCD/CNRS Joint Research Chemistry Laboratory.
Guy Bertrand a centré ses recherches sur la stabilisation d'espèces hautement réactives, en particulier les carbènes. Ces derniers ont trouvé de nombreuses applications en chimie organique, inorganique, et organométallique ainsi que dans le domaine des polymères et des matériaux.

## Biographie
Guy Bertrand a étudié la chimie à l'Université de Montpellier et a obtenu son doctorat de l'Université Paul Sabatier à Toulouse. Après avoir été chef de groupe CNRS (Centre National de la Recherche Scientifique) à l'Université de Toulouse, puis au Laboratoire de Chimie de Coordination du CNRS, il a été Directeur du Laboratoire d'Hétérochimie Fondamentale et Appliquée de l'Université Paul Sabatier de 1998 à 2005. De 2001 à 2012, il a été directeur du Joint Research Chemistry Laboratory de l'UCR/CNRS qu'il a créé, et depuis juillet 2012, il est professeur distingué et directeur du Joint Research Chemistry Laboratory de l'UCSD/CNRS à l'Université de Californie à San Diego. 

## Travaux scientifiques
Remettre en question le dogme actuel est une marque de design du programme de recherche de Guy Bertrand. Il a apporté de nombreuses contributions importantes à la chimie des éléments des groupes principaux et aux nouveaux systèmes de liaison en chimie inorganique, organométallique et organique. Tout au long de sa carrière, il a isolé une variété d'espèces,,,, qui étaient censées n'être que des intermédiaires transitoires, et qui sont aujourd'hui de puissants outils pour les chimistes.
Sa contribution la plus connue est la découverte en 1988 du premier carbène stable, à savoir un (phosphino)(silyl)carbène, trois ans avant le rapport d'Arduengo sur un carbène N-hétérocyclique stable. Guy Bertrand est à l'origine de la chimie des carbènes stables. Depuis, il a fait plusieurs découvertes révolutionnaires qui nous ont permis de mieux comprendre la stabilité des carbènes. Il a été le premier à isoler les cyclopropénylidènes, des carbènes mésoioniques qui ne peuvent se dimériser, ce qui entraîne un relâchement des exigences stériques pour leur isolement,. Plus important encore, il a découvert les (alkyl)(amino)carbènes cycliques (CAACs), dont la version à six chaînons récemment publiée. Les CAACs sont encore plus riches en électrons que les NHCs et les phosphines, mais en même temps, en raison de la présence d'une seule paire d’électrons libres sur l’azote, les CAACs sont plus π-accepteurs que les NHCs. Les propriétés électroniques des CAACs permettent de stabiliser les espèces très réactives, y compris les  radicaux organiques et les radicaux des groupes principaux, ainsi que les espèces métalliques paramagnétiques, comme les complexes d’or(0), qui étaient totalement inconnues. Les CAACs ont également permis l'isolement des complexes bis(cuivre)acétylures, qui sont des intermédiaires catalytiques clés dans la fameuse "Click Reaction", et qui étaient supposés n'être que des espèces transitoires. Il a également utilisé les CAACs pour préparer et isoler le premier organoborane tricoordonné nucléophile iso-électronique des amines,. Ces développements récents apparaissent paradoxaux puisqu'ils consistent à utiliser des carbènes longtemps considérés comme des intermédiaires réactifs prototypiques pour isoler des molécules autrement instables. Parmi les applications à grande échelle déjà connues des CAACs, mentionnons leur utilisation comme ligand pour les catalyseurs à base de métaux de transition. Par exemple, en collaboration avec Grubbs, Guy Bertrand a montré que les catalyseurs au ruthénium portant un CAAC sont extrêmement actifs pour l'éthénolyse de l'oléate de méthyle. C'est la première fois qu'une série de catalyseurs de métathèse présente des performances aussi élevées dans des réactions de métathèse croisée utilisant de l'éthylène gazeux, avec des activités suffisantes pour rendre l'éthénolyse applicable à la production industrielle d'alpha-oléfines linéaires (AOL) et autres produits terminaux oléfiniques issus de la biomasse.
Aujourd'hui, des centaines de groupes universitaires et industriels utilisent les CAACs et autres carbènes de Guy Bertrand en catalyse par des métaux de transition, mais aussi à d'autres fins. Les développements les plus récents couvrent une large gamme allant de la stabilisation des nanoparticules aux propriétés antibactériennes et anticancéreuses des complexes argent(I) et or(I). Un complexe CAAC-cuivre permet même d'utiliser des OLEDs avec une efficacité quantique proche de 100 % à haute luminosité. La découverte des carbènes stables a été une percée pour la chimie fondamentale, un véritable changement de paradigme, mais son importance vient aussi, et peut-être plus important encore, des applications. Dans son article de synthèse sur les "carbènes N-hétérocycliques", terminologie qui inclut les carbènes, Glorius et al. ont écrit : "La découverte et le développement des carbènes N-hétérocycliques est sans aucun doute l'un des plus grands succès de la recherche chimique récente", "les carbènes N-hétérocycliques sont aujourd'hui parmi les plus puissants outils en chimie organique, avec de nombreuses applications dans les processus commercialement importants", "la montée météorique des NHC est loin d'être terminée".
La contribution de Guy Bertrand ne se limite pas aux carbènes. Parmi ses faits saillants récents, il y a l'isolement des premiers nitrènes et phosphinidènes stables. Il a montré que le premier peut être utilisé pour transférer un atome d'azote à des fragments organiques, une tâche difficile pour les complexes nitrido des métaux de transition. Pour le second, il a récemment démontré qu'il imite le comportement des métaux de transition, tout comme les carbènes.

## Honneurs et distinctions
Il est lauréat de la médaille d'argent du CNRS en 1998. Il est membre de l'Académie des technologies (2000), de l'Academia Europaea (2002), de l'Académie européenne des sciences (2003), de l'Académie des sciences (2004) et de l'American Association for Advancement of Sciences (2006). Il a récemment reçu la médaille Sir Ronald Nyholm de la SRC (2009), le Grand Prix Le Bel de la Société française de chimie (2010), le prix ACS en chimie inorganique (2014), le prix Sir Geoffrey Wilkinson de la SRC (2016) et la médaille Sacconi de la Société chimique italienne (2017). Il est l'un des rédacteurs en chef adjoints du journal Chemical Reviews et membre du comité de rédaction de plusieurs revues.
Il est fait chevalier de la Légion d'honneur en 2013, distinction qui lui est remise à l'Université de Californie à San Diego par Alain Fuchs, alors PDG du CNRS.